# カルダン駆動方式

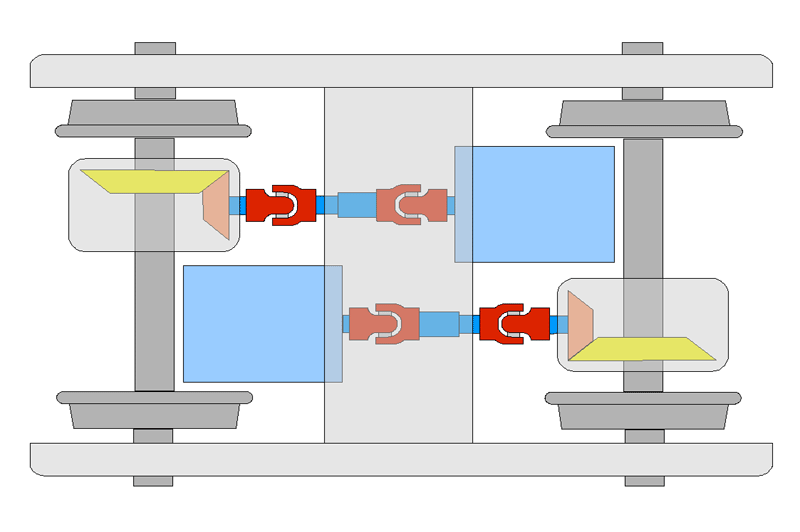
直角カルダン駆動方式
赤い部分がカルダンジョイント

十字スパイダを用いた自在継手

カルダン駆動方式（カルダンくどうほうしき、英: cardan jointed drive）は、鉄道車両における駆動系の一種で、動力源を懸架装置（ばね）上に配置し、自在継手（ユニバーサル・ジョイント）を介して輪軸側の歯車装置を駆動する方式の総称である。
実用化された当初は自在継手にカルダンジョイントが採用されたことからこのように呼ばれるが、誤用ではあるものの、慣用的にはWN継手や撓み継手など、カルダンジョイントとは異なる形式の自在継手を採用する場合も「カルダン駆動方式」と呼ばれている。

## 概要
カルダン駆動方式を採用した電車では、主電動機の重量が全て台車の軸ばねを介して輪軸に掛かっているため、主電動機の重量の大半が輪軸に直接に掛かる吊り掛け駆動方式と比べて、軸ばね下の重量であるばね下重量が小さい。これにより、線路のうねり（ピッチング）やねじれ（ローリング）といった変化に対する車輪の追従性が高く、より安定した走行性能が得られる。レールの継ぎ目を通過する際などに発生する衝撃に対しても、衝撃を直接受ける重量が小さいことから騒音や乗り心地も改善される。主電動機が衝撃や振動を直接受けないことから、これらに対する主電動機の耐性を低く設計して小型化したり、同等の大きさでより動力性能の高い主電動機を利用できる。また、吊り掛け駆動方式のように輪軸からの衝撃・動揺が直接減速歯車に伝わって歯車の割れ・欠けが生じることもなく、損耗部分が少ない。減速歯車も小さいため、軽量化でき、給脂量も少なく済む。
主電動機を軸ばね上の構造に固定するためには、位置が変わらない主電動機軸と、絶えず揺動して位置が変わる輪軸との相対位置を吸収する仕組みが必要であり、このための機構が各種の自在継ぎ手であり、カルダンジョイントもその1つである。単に動力伝達軸の角度が変化するだけでは不十分で、スプラインなどを用い、軸方向の長さも変化可能な軸構造を必要とする場合もある。吊り掛け駆動方式に比較すると、これらの機構を追加することになるため部品コストや動力伝達軸の強度や振動特性（共振）などの設計検討を行う必要性は増えることとなる。
この方式で利用される自在継手である「カルダンジョイント」の名称は、その原型を考案したイタリアの数学者、ジェロラモ・カルダーノ（Gerolamo Cardano、1501-1576）に由来する。カルダンジョイントは入出力軸の間に角度差があると、角速度が一定にならない「非等速」あるいは「不等速」ジョイント（等速ジョイントを参照）であるが、2つのジョイントを90度位相をずらして使用し、中間の軸には角度があっても、入出力軸（の延長線）が並行であればかなり緩和される。さらに鉄道車両の駆動システムは、例えば、上下動に加えて操舵やキャンバ角変化への対応が必要な自動車の前輪駆動機構などと異なり、大きな角度にはならず、そのような状態での常用もしないため、重大な問題にはならない。

## 分類
直角カルダン駆動方式
かさ歯車やハイポイドギヤもしくはウォームギア単独あるいははすば歯車との組み合わせにより、駆動軸がレール方向に平行となるように主電動機を台車に装架したもの。主電動機の電機子の軸方向長さが車輪のバックゲージに制約されないため、狭軌向けであっても比較的大出力の主電動機を選択でき、また電動機の前後に電機子軸を出すことで1台車あたり1主電動機での2軸駆動構成が可能である。さらにスパイラル・ベベルギアの使用により、平行カルダンと比較して格段に大きな静粛性が得られるというメリットがある。一方歯車の整備性に難があること、駆動装置そのものの重量・容積が大きいこと、軸距が長くなり台車の重量が増大しやすいことなどが欠点として挙げられる。日本においては特に初期（1950年代）の狭軌私鉄向け高性能電車や路面電車で多用されたが、1960年代以降は各種の平行駆動方式の性能向上で主流からはずれた。大きな力のかかる歯車全般、特にスパイラル・ベベルギアは表面の耐摩耗性と内部の靱性の両立に加え、高精度な切削処理が要求されるため、材料の選定や加工が困難で、日本で最初にこの方式に挑んだ東芝では材料となる合金鋼の製造・表面処理に難渋した。それらのノウハウが確立され且つ高精度な加工を可能とするアメリカ製の専用工具が導入された1954年まで、充分実用に耐える製品が製造できなかったという。日本では東芝の他、日立製作所も製造を行っており、日立の大口納入先の一つであった相模鉄道の技術陣がこの方式に固執、21世紀に入りインバータ駆動三相誘導電動機と組み合わせるまで製造が続けられた。21世紀初頭では広島電鉄5100形電車のように、左右の車輪を別々に駆動する必要のある超低床電車において、1台車の前後の車輪を左右別々に、かつ1台車あたり2基の主電動機で駆動する手段としてこの方式を採用するケースが存在する。
中空軸平行カルダン駆動方式
限られた空間の中で車軸と電機子の変位量を大きく許容するため回転軸を中空にし、電動機の両側に配置した二つの撓み板継手を直結する回転軸を中空軸の中に通したもの。原型となったのは、スイスのBBCディスクドライブで、日本においては東洋電機製造が独自開発により実用化に成功した。車軸位置の偏倚量が大きくとも対応可能で、しかも継手の軸方向の長さをほぼ無視できるため、日本国有鉄道（国鉄）の新性能電車をはじめ、主に車輪間のバックゲージの関係で長手寸法の制約が特に厳しい日本の狭軌電化鉄道各線で当初幅広く採用された。
WN駆動方式
中実軸の電動機と歯車との間に、円筒形の内歯歯車と外歯歯車を組み合わせたWN継手を配置したもの。三菱電機が提携先であったウェスティングハウス社（WH社）のライセンシーとして導入した。WN継手の製造メーカーは日本製鉄（旧・住友金属工業）がほとんどである。中空軸平行カルダンに比べWN継手の長さの分、主電動機の電機子軸方向のサイズが制限されるため、電動機出力を確保するためには特別な工夫が必要であることから、当初は標準軌の鉄道で先行して普及したが、電動機及びWN継手の小型化技術が進展したことにより狭軌の私鉄でも用いられるようになった。この方式は常時継手内で歯がかみ合って動力を伝達する構造で大出力電動機に対する耐性が高く、また撓み板を用いる中空軸平行カルダン駆動方式やTD平行カルダン駆動方式に比べ物理的な耐久性が高いことから、700系のC19編成以降およびN700系以降のグリーン車を除く新幹線や西日本旅客鉄道（JR西日本）の標準駆動システムとしても採用されている。
TD平行カルダン駆動方式
中空軸平行カルダンの撓み板継手を2個組み合わせ小型化した形態の「TD (Twin Disc) 継手」を中実軸の電動機と歯車との間に設けたもの。東洋電機製造が開発・製造。WN駆動方式に比べ構造が簡単で、騒音も少なく保守性も高いことから、西日本を除くJR各社や、従来中空軸平行カルダンを採用していた鉄道事業者を中心に普及している。また、近年では耐久性が向上したことから、静粛性を重視されるグリーン車など、新幹線車両への採用例も出てきている。
車体装架カルダン駆動方式
車両の車体側床下に電動機を固定し、カルダンジョイントを備えたプロペラシャフトで車軸を駆動する。日本では、古くは第二次世界大戦後の資材不足の時期に電化した地方私鉄で気動車を改造して製作された電車において、気動車時代のエンジン・クラッチ・変速機を撤去してユニバーサルジョイント・逆転機・最終減速機といった動力伝達部のコンポーネントを流用する形で採用されたほか、近年では駆動装置のスペースに制約の多い超低床形路面電車において採用例が増えている。
垂直カルダン駆動方式
日本の神鋼電機が1954年に開発した方式で、電動機を垂直に立てた状態で台車装架する構造。かさ歯車を利用する点は直角カルダン駆動に類似するが、中間歯車を加え、カルダン継手の代わりに伸縮軸を用いて車軸の変位を吸収する。スペース制約の厳しい軽便鉄道でも使用可能な機構だったが、構造が複雑でデメリットが多く、ほとんど普及せずに廃れた。
TGVトリポードカルダン駆動方式
モーターと動輪の間に2組の減速装置を持つ。モーター側の減速装置は台車装荷（ばね上）、動輪側の減速装置は他の方式と同様に動輪直結（ばね下）になっている。2組の減速装置は進行方向に向かって左右に分けて設置されており、その間を等速ジョイントであるトリポード・ジョイント(tripod joint)を用いて結ぶ。

## 歴史
1887年以降、電車の駆動方式は吊り掛け駆動が一般的であった。この方式は、当時においては実用上優れた方式であったが、主電動機がばね下重量となるため主電動機に車輪からの激しい衝撃が加わることや、ギヤの歯面形状や遊間に起因する大きな駆動音など、いくつかの根元的問題を抱えていた。
この問題を解決するには、ばね上の台車側に主電動機を固定し、何らかの方法で車軸に動力を伝達する方式への転換が必要である。吊り掛け駆動が登場する以前には、チェーンによる伝達も試みられていたが、これは信頼性の面からみれば問題外で、自動車産業の発展により自在継手による動力伝達が可能になったことで実用化を見た。
最初に登場したのは、ベベルギヤと自在継ぎ手を組み合わせた直角カルダン駆動で、2軸単車の路面電車用として1910年代にはドイツで使用され、1920年代のパリの路面電車では主流となっていた。軸距が短いボギー台車用の開発は1920年代にアメリカ合衆国で行われ、ウォームギヤと自在継ぎ手との組み合わせに改良されたものが、路面電車車両での試用が行われた後、1930年代中期に本格的な製造がはじめられたPCCカーの駆動方式に採用された。
アメリカでのばね上装架電動機用駆動装置の開発においては、並行してWNドライブの開発も進められた。直角カルダン駆動と同じく、路面電車で試用された後、1941年にシカゴ北海岸線のエレクトロ・ライナー型高速急行電車に採用され、第二次世界大戦後、ニューヨーク市地下鉄などでの本格的な採用が行われるようになった。
また同時期にスイスのブラウン・ボベリ（BBC）社がBBCディスクドライブとして撓み板による継手を用いた駆動装置を開発している。
ヨーロッパではイタリアのETR200型特急電車に採用されたのが長距離高速電車に採用された最初の例である。

### 日本における採用例
1951年頃から、主要私鉄および重電メーカー・車両メーカーの協力によって、既存車両の駆動装置を改造する形で研究が進められた。
1952年には国鉄の電気式気動車キハ44000形で初めて直角カルダン駆動方式の45kWモーターが試験的に採用された。44000形の系統に属する電気式気動車は1953年までに30両が製造されており、一般の電車に先駆けての大量導入であったが、1958年頃までに液体式変速機への改造で廃されており、定着には至っていない。
私鉄電車では1953年3月竣工の東武鉄道5700系5720番台車（直角カルダン搭載）と同年7月竣工の京阪電気鉄道1800型（中空軸平行カルダンおよびWNドライブ搭載）が新製車としての初期の例であるが、いずれも半ば先行試作的なものであった。ただし、様々な不調に苦しんだ東武5700系5720番台とは異なり、京阪1800型は完成後直ちに営業運転に充当されており、日本の電車としては最初の実用化成功例となっている。
大量に製造された最初の例は、アメリカのWH社などから最新技術を導入して1953年から製造された営団地下鉄（現・東京地下鉄）300形（WNドライブ搭載）である。
路面電車では同じく1953年の東京都交通局5500形電車（WNドライブおよび直角カルダン搭載）が最初となった。また5500形と同年に大阪市交通局3000形も直角カルダン駆動車として落成した。
日本におけるカルダン駆動の元年となった1953年に同方式を本格採用した鉄道車両は、上記の5社5形式のみであったが、翌1954年以降に大手私鉄を中心に急速に一般化、一般電車への採用が遅れていた国鉄も1957年のモハ90系電車（のちの101系）でカルダン駆動方式に移行している。
1960年代以降は、日本国内向けに新製されるほとんどの電車がカルダン駆動方式を用いるようになった。以降の詳しい経緯は吊り掛け駆動方式の項目を参照。
1980年代からはVVVFインバータ制御と誘導電動機の組み合わせの普及の結果主電動機の小型化並びに高出力化・高回転化が推進されたことから、中実軸の電動機を用いるWN式、TD継手式のいずれか（事業者によっては両者を併用）が主流となっていった。
電気機関車においては日本ではカルダン駆動は欠点が多いとされ、普及していない。